# Luehea
Luehea ist eine Pflanzengattung in der Unterfamilie Grewioideae innerhalb der Malvengewächse (Malvaceae). Sie kommt mit 15–20 Arten von Bäumen und Sträuchern in den Tropen und Subtropen von Mittel- und Südamerika vor.

## Beschreibung

### Vegetative Merkmale
Die Luehea-Arten sind Bäume oder große Sträucher. Die Stammbasis weist bei manchen Arten Brettwurzeln auf. Die wechselständigen Blätter sind kurz gestielt. Die paarweise angeordneten Nebenblätter fallen früh ab. Die einfachen, ungeteilten Blattspreiten sind elliptisch, länglich-eiförmig oder länglich-verkehrteiförmig und am Rand meist gezähnt oder gesägt. Sie besitzen 3–8 Paare von Seitennerven, von denen das basale Paar besonders kräftig entwickelt ist. Die jungen Zweige, die Blattstiele und die Spreitenunterseiten sind mehr oder weniger dicht mit Sternhaaren bedeckt.

### Blütenstände
Die gestielten Blüten stehen einzeln oder in wenigblütigen zymösen bis reichblütigen thyrsischen bis rispigen Blütenständen. Diese sind endständig oder blattachselständig angeordnet. Die Deckblätter im Blütenstand sind hinfällig.

### Blüten

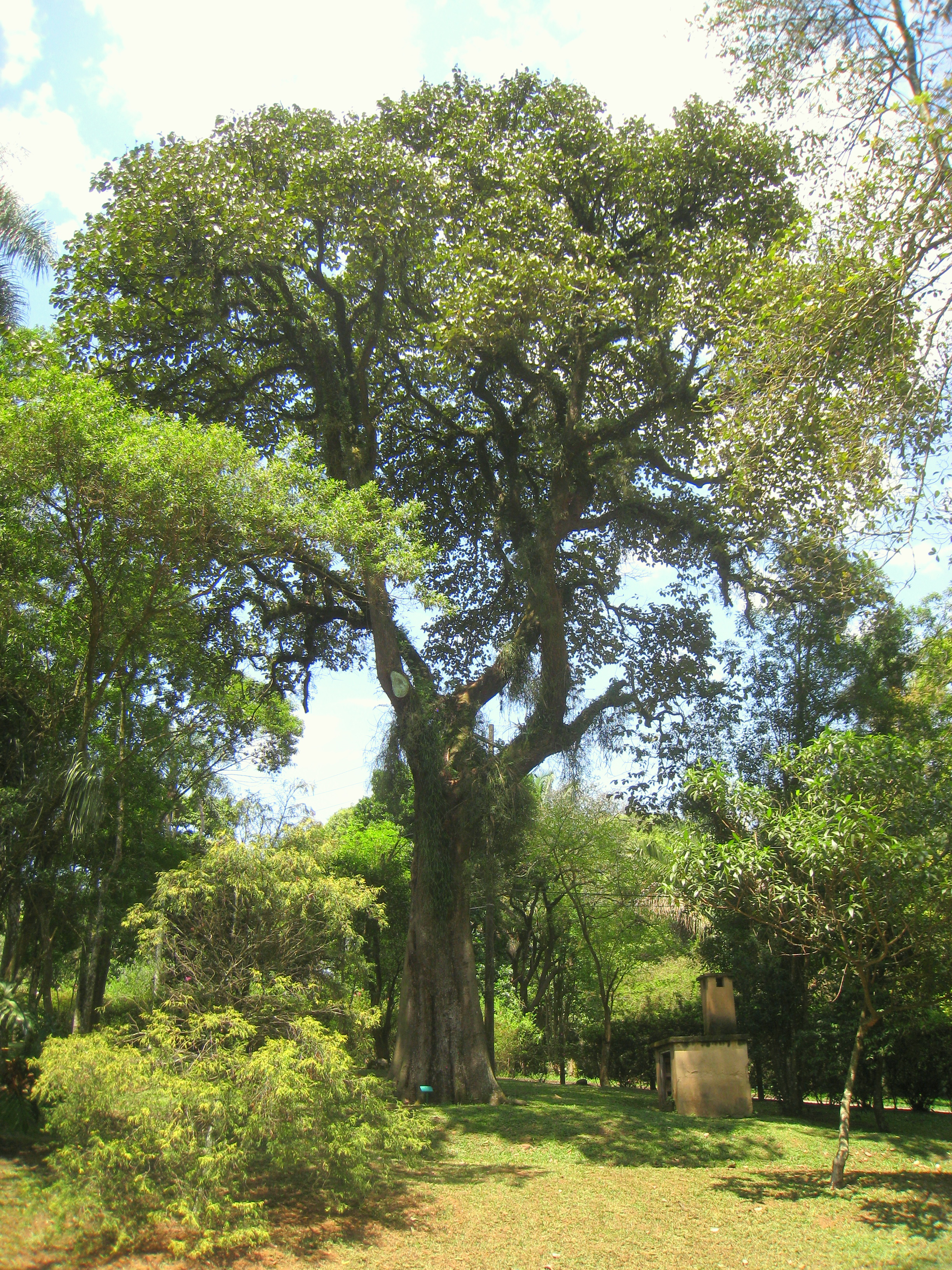
Luehea grandiflora

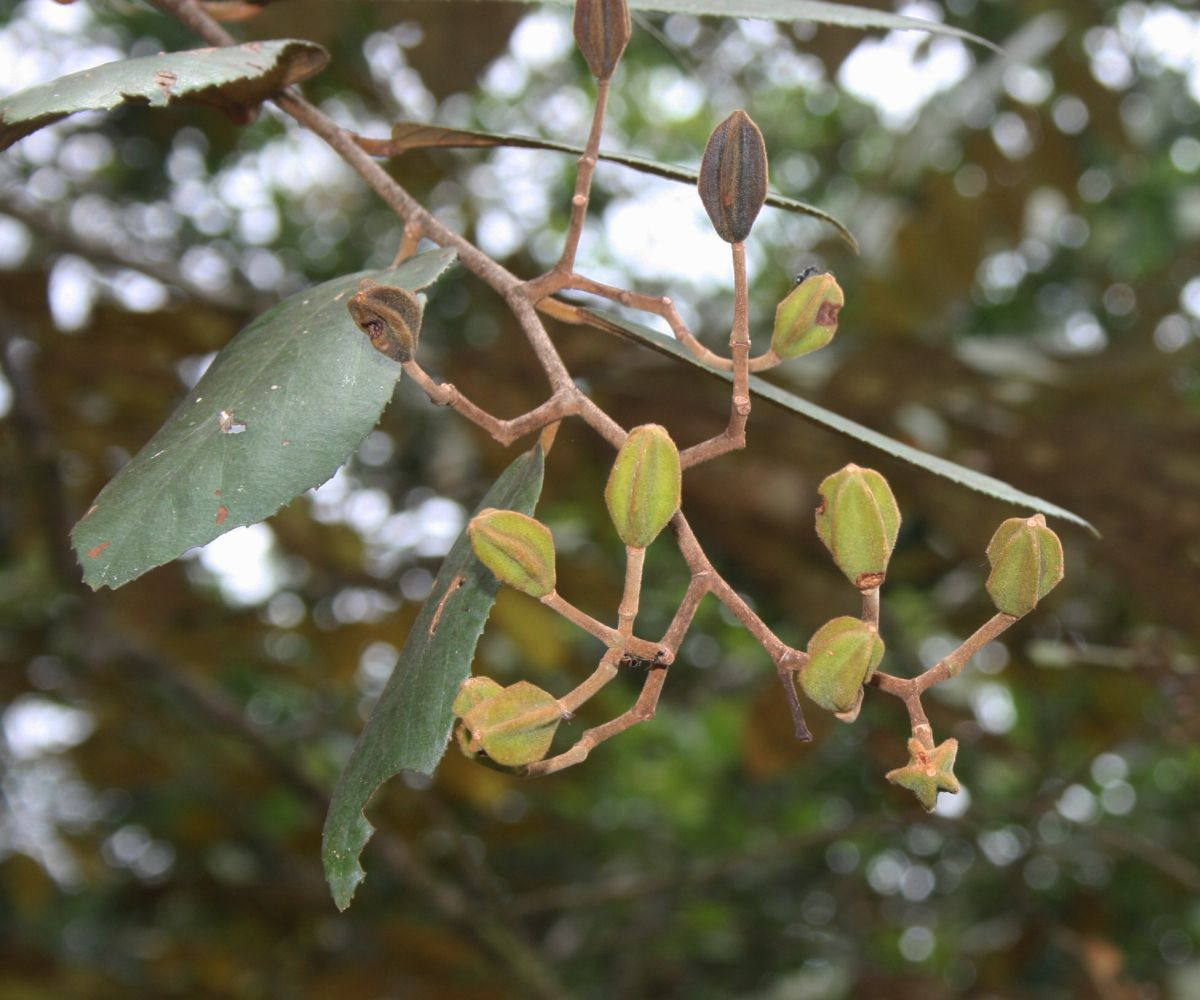
Luehea seemannii, Zweig mit Früchten

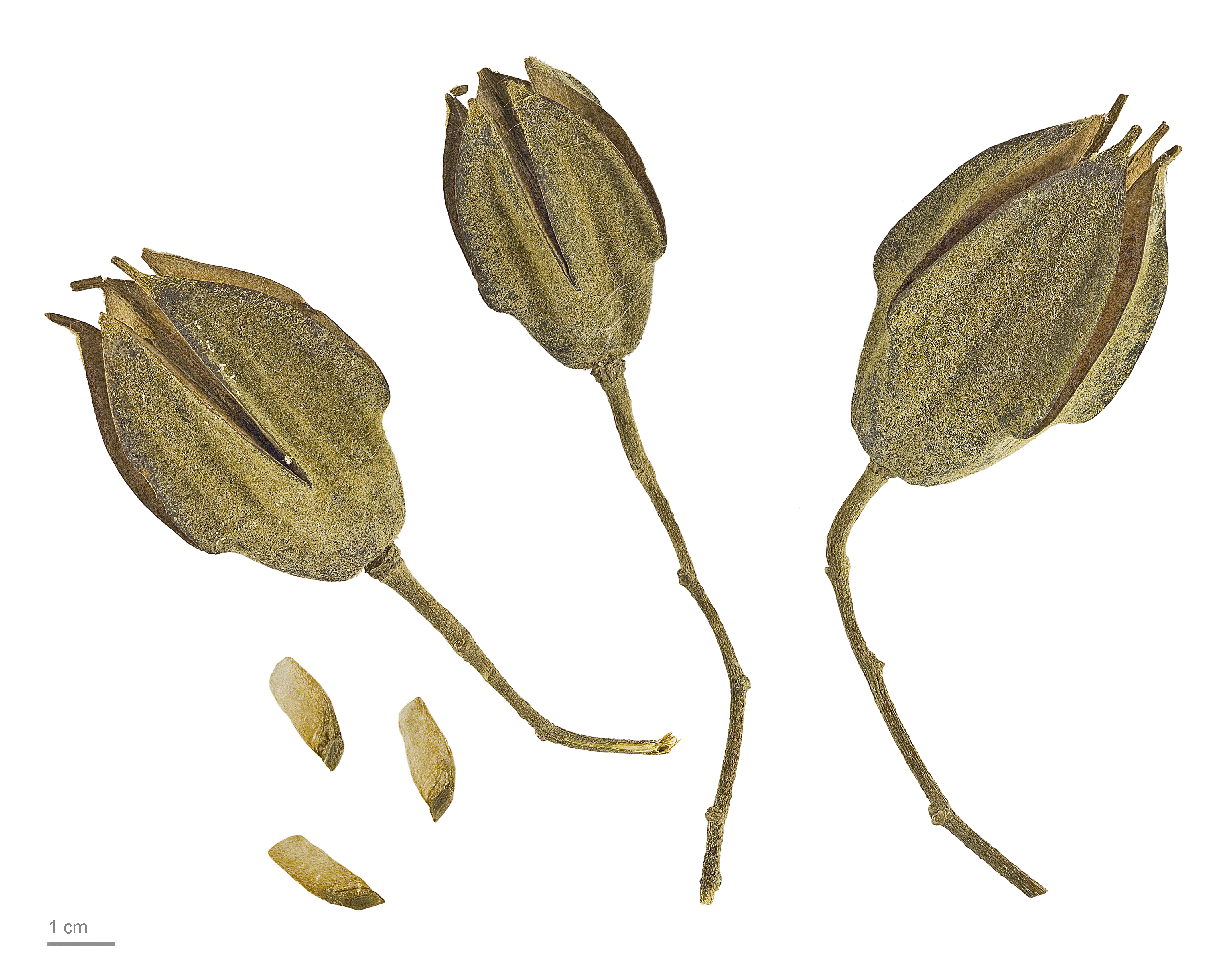
Luehea sp. Früchte und Samen

Die radiärsymmetrischen, fünfzähligen, zwittrigen Blüten sind je nach Art unterschiedlich groß. Durch besonders große Blüten zeichnet sich Luehea candida mit bis zu 55 mm langen Kronblättern aus, relativ kleine Blüten hat beispielsweise Luehea seemannii mit 6,5–11(–13) mm langen Kronblättern. Die Blüten besitzen einen Außenkelch aus 6–19 länglichen bis linealischen Hochblättern. Diese sind frei oder unterschiedlich lang miteinander verbunden, bleiben aber nicht auf Dauer verwachsen. Sie sind hinfällig oder bleiben noch länger erhalten. Die fünf länglichen bis lanzettlichen, in der Knospe klappigen Kelchblätter sind frei oder am Grund kurz miteinander verwachsen. Sie fallen nach dem Blühen ab. Die fünf freien, weißen, gelb oder rosa gefärbten Kronblätter sind länger als der Kelch. Sie decken einander in der Knospe dachziegelig und sind am Grund zu einer großen, fleischigen, unterschiedlich geformten Nektardrüse verdickt. Die zahlreichen Staubblätter sind am Grund kurz zu fünf oder zehn Bündeln verwachsen. Selten sind diese Bündel zu einer kurzen Staubblattröhre verbunden. Die äußeren Staubblätter sind meist zu fädigen Staminodien ohne Staubbeutel reduziert. Diese Staminodien können manchmal – etwa bei Luehea conwentzii – auch fehlen oder sie sind wie beispielsweise bei Luehea grandiflora zu kronblattartigen Gebilden verschmolzen. Die Staubfäden sind an der Basis flaumig bis weiß zottig oder wollig behaart. Die Staubbeutel sind beweglich an ihrem Rücken (dorsifix) dem Staubfaden angeheftet. Sie sind in der Knospe gerade und intrors, also mit ihren Pollensäcken zum Blütenzentrum hin gewandt, drehen sich aber beim Aufblühen nach außen und werden hufeisenförmig. Die beiden parallelen, entlang ihrer ganzen Länge miteinander verwachsenen Theken öffnen sich durch Schlitze der Länge nach. Der oberständige, sitzende oder seltener sehr kurz gestielte, fünffächerige Fruchtknoten enthält in jedem Fach an der zentralwinkelständigen Plazenta zahlreiche Samenanlagen. Der einfache Griffel ist dick, gegen die Spitze zu etwas verbreitert und besitzt eine kopfige, scheibenförmige oder gelappte Narbe.

### Früchte und Samen
Die holzigen, zylindrischen oder ellipsoidalen Kapselfrüchte öffnen sich von der Spitze her unvollständig auf höchstens ¾ ihrer Länge fachspaltig in fünf Klappen. Die zahlreichen kleinen Samen haben eine krustige Samenschale und sind oben in einen großen Flügel verbreitert. Sie enthalten ein fleischiges Endosperm. Der Embryo ist gerade und besitzt flache, blattförmige Kotyledonen.

### Chromosomen
Beide bisher untersuchten Arten stimmen in ihrer Chromosomenzahl miteinander überein. Sowohl Luehea candicans als auch Luehea ochrophylla haben einen diploiden Chromosomensatz mit 2n = 36.

## Verbreitung
Das Verbreitungsgebiet der Gattung Luehea reicht von Mexiko bis in den Norden Argentiniens.

## Taxonomie
Die Gattung Luehea wurde 1801 von Carl Ludwig Willdenow in der Namensform Lühea beschrieben. Die Erstbeschreibung umfasste nur die Typusart Luehea speciosa. Ein älteres Homonym ist Luehea F.W.Schmidt, ein Name aus dem Jahr 1793, der sich mit der Typusart Luehea ericoides (L.) F.W.Schmidt (= Stilbe ericoides (L.) L.) auf die südafrikanische Gattung Stilbe bezieht. Um die Prioritätsregel nicht zur Anwendung kommen zu lassen, musste der Name Luehea Willd. daher als Nomen conservandum geschützt werden. Alegria Moc. & Sessé ex DC. und Brotera Vell. sind Synonyme.

## Etymologie
Die Gattung Luehea ist nach Friedrich Carl Emil von der Lühe (1751–1801) benannt, einem aus Holstein stammenden k. k. wirklichen Kämmerer, niederösterreichischen Regierungsrat und vormaligen dänischen Kammerherrn.

## Arten
Die folgende Liste umfasst 18 Arten. Sie beruht auf einer Kompilation von derzeit in regionalen Artenlisten und Floren akzeptierten Arten und ist möglicherweise unvollständig.
| Wissenschaftlicher Name                    | Verbreitung                                                                                         | Anmerkungen                             |
| ------------------------------------------ | --------------------------------------------------------------------------------------------------- | --------------------------------------- |
| Luehea candicans Mart.                     | Bolivien, Brasilien, Paraguay, nordöstliches Argentinien                                            | 2 Varietäten                            |
| Luehea candida (Moc. & Sessé ex DC.) Mart. | Mexiko bis Panama, nördliches Kolumbien, Venezuela, östliches Paraguay (?)                          |                                         |
| Luehea conwentzii K.Schum.                 | südöstliches Brasilien                                                                              |                                         |
| Luehea crispa Krapov.                      | zentrales Brasilien (Goiás)                                                                         |                                         |
| Luehea cymulosa Spruce ex Benth.           | Amazonien: Kolumbien, Venezuela, Ecuador, Peru, Bolivien, nördliches Brasilien                      |                                         |
| Luehea divaricata Mart.                    | zentrales und östliches Brasilien, südliches Bolivien, Paraguay, Uruguay, nordöstliches Argentinien |                                         |
| Luehea fiebrigii Burret                    | Bolivien, nordwestliches Argentinien, Paraguay                                                      |                                         |
| Luehea grandiflora Mart.                   | Brasilien, Peru, Bolivien, östliches Paraguay                                                       |                                         |
| Luehea herzogiana R.E.Fr.                  | Bolivien                                                                                            |                                         |
| Luehea microcarpa R.E.Fr.                  | Paraguay, nordöstliches Argentinien                                                                 |                                         |
| Luehea ochrophylla Mart.                   | Brasilien                                                                                           |                                         |
| Luehea paniculata Mart.                    | Surinam, Brasilien, Peru, Bolivien, Paraguay, nordöstliches Argentinien                             |                                         |
| Luehea rufescens A.St.-Hil.                | südöstliches Brasilien                                                                              |                                         |
| Luehea seemannii Triana & Planch.          | südl. Mexiko bis Panama, nördliches Kolumbien, nordwestliches Venezuela                             |                                         |
| Luehea speciosa Willd.                     | Mexiko bis Panama, Kuba, Kolumbien bis Französisch-Guayana, Peru, Bolivien, Brasilien               | Syn.: Luehea alternifolia (Mill.) Mabb. |
| Luehea splendens Rusby                     | westliches Bolivien                                                                                 |                                         |
| Luehea steinbachii Burret                  | Bolivien                                                                                            |                                         |
| Luehea tomentella Rusby                    | Bolivien                                                                                            |                                         |